# Odder-Hov-banen
Odder-Hov-banen var en dansk jernbanestrækning, som privatbaneselskabet Hads-Ning Herreders Jernbane oprettede samtidig med Odderbanen, der efter nedlæggelsen af Odder-Hov strækningen fortsatte med at køre mellem Aarhus H og Odder og 9. december 2012 indgik i Aarhus Nærbane sammen med Grenaabanen.

## Historie
Odderkredsens folketingsmedlem Geert Winther stillede i 1880 forslag om en jernbane fra Aarhus til Odder og videre til Ørting, hvorfra den kunne forlænges til Gyllingnæs eller Hov, hvis der fra et af de steder blev etableret en færgerute til Sjælland. Hofjægermesteren på Rathlousdal, Emil von Holstein-Rathlou, begyndte i vinteren 1881 at bygge havn i Hov og ville tegne mange aktier i banen, hvis den kom til Hov. Så Geert Winthers forslag blev ændret til en linjeføring Aarhus-Odder-Hov, som blev vedtaget 9. maj 1882.

## Strækningsdata
- Oprettet: 19. juni 1884
- Længde: 9,7 km
- Enkeltsporet
- Sporvidde: 1.435 mm
- Maks. hastighed: 75 km/t
- Maks. akseltryk: 12,1 t
- Nedlagt: 21. maj 1977

## Standsningssteder
(Km er fra Aarhus H)
- Odder station i km 26,5. Togene kørte til/fra Aarhus H ad Odderbanen – desuden forbindelse med Horsens-Odder Jernbane.
- Neder Randlev billetsalgssted i km 29,5. Senere station, nedrykket til trinbræt 1. juni 1969.
- Eriksminde trinbræt i km 30,8 fra 1956 ved vejen til den genoprettede efterskole.
- Bovlstrup station i km 32,1.
- Halling station i km 33,6. Senere trinbræt.
- Holsatia trinbræt i km 35,3 fra 4. juli 1949.
- Hov Station i km 36,2.

### Bevarede stationsbygninger
Alle stationsbygningerne er bevaret.
- Neder Randlev: Balshavevej 71
- Bovlstrup: Stationsvej 22
- Halling: Spøttrupvej 14
- Hov: Søndergade 20

## Ulykker
- 3. august 1898: Tog afsporede mellem Odder og Neder Randlev. Lokomotivet påkørte en ko og afsporede med tre vogne.

## Nedlæggelsen
Hads-Ning Herreders Jernbane havde i 1930'erne stadige underskud, så allerede dengang kom der forslag om at lave Odder-Hov banen om til landevej og køre med rutebiler. Det blev faktisk vedtaget i Odder Sogneråd og banens bestyrelse, men stødte på højlydte protester fra beboerne i Hov.
Nedlæggelsen af Odder-Hov blev besluttet igen i 1965. Staten ville betale 75% af udgiften til de nye Y-tog på Odderbanen, hvis kommunerne betalte 25% og garanterede for deres andel af driftsunderskuddet i 10 år. Det ville de to kommuner mellem Odder og Hov – Randlev-Bjerager og Gosmer-Halling – kun gå med til, hvis strækningen blev nedlagt indenfor garantiperioden. Da tiden nærmede sig midt i 1970'erne, blev der holdt protest- og diskussionsmøder, og nedlæggelsen blev udskudt til køreplanskiftet i maj 1977.

## Strækninger hvor banetracéet er bevaret
2½ km af banens tracé er bevaret og tilgængeligt som stier. Desuden blev der på noget af tracéet anlagt en ny vej, der erstattede den tidligere meget snørklede vej mellem Odder og Hov.
- Stien fra Lundevej i Odder, set fra HHJ-værkstederne
- Stien slutter ved Randlevvej
- Lav dæmning i marken mellem Odder og Neder Randlev
- Dæmningen starter ved vejen til Randlev Solgaard
- Dæmningen slutter ude i marken med et kig over til Randlevvej, hvor stien fra Odder slutter
- Lav dæmning i vestenden af Neder Randlev
- Stien slutter ved stationsområdet i Neder Randlev
- Lav dæmning på vej ud af Neder Randlev mod nordøst
- Ved Eriksminde Trinbræt starter en sti til Bovlstrup
- Stien slutter ved Stationsvej i Bovlstrup